# Pseudococcobius akares
Pseudococcobius akares är en stekelart som beskrevs av Prinsloo 2003. Pseudococcobius akares ingår i släktet Pseudococcobius och familjen sköldlussteklar. Inga underarter finns listade i Catalogue of Life.